# Corynoneura brevipennis
Corynoneura brevipennis is een muggensoort uit de familie van de dansmuggen (Chironomidae). De wetenschappelijke naam van de soort is voor het eerst geldig gepubliceerd in 1935 door Goetgebuer.